# هيونداي أكسنت

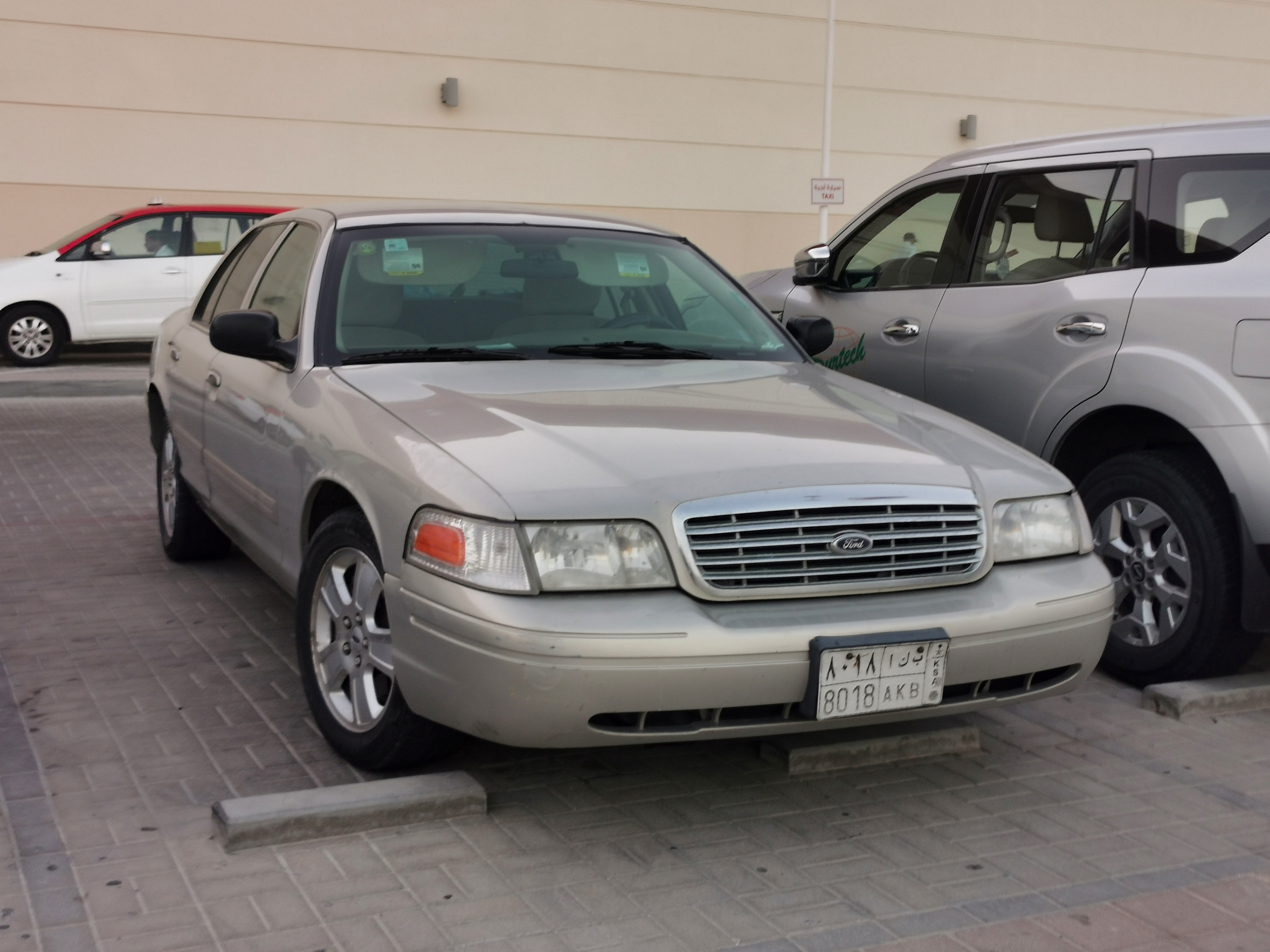
KSA

هيونداي أكسنت (بالإنجليزية: Hyundai Accent)‏ ، هي سيارة عائلية مدمجة من إنتاج شركة هيونداي الكورية (تباع في بعض المناطق باسم فيرنا وباسم أكسيل في أستراليا حتى 2000م). يتم إنتاج هذا الطراز في عدد من الدول منها: كوريا الجنوبية، البرازيل، تركيا، روسيا، إيران والسودان.ودارفور
منذ عام 2002م أضحت أكسنت أكثر السيارات العائلية الصغيرة مبيعا في أمريكا الشمالية.

## الجيل الأول (1995-1999)
تم تقديم الجيل الأول من أكسنت عام 1995 كبديل لطراز أكسيل السابق. بالرغم من ذلك فقد أخذت اسم سابقتها في بعض المناطق مثل هولندا وأستراليا .

## الجيل الثاني (2000-2006)
الجيل الثاني امتاز بمساحات أرحب وزوايا أكثر حدة. عام 2003م تم إجراء تعديل بسيط في الشكل الخارجى. تم تقديم هذا الشكل تحت اسم فيرنا لأول مرة في كوريا وهيا اكسنت.

## الجيل الثالث (2006-2010)
قدمت هيونداى الجيل الثالث في معرض نيويورك الدولي للسيارات. شكل خارجى جديد، مساحات داخلية أوسع، ومحرك (VVT) الجديد؛ هذه هي أهم التعديلات في الجيل الثالث.سيارة فائقة الجودة

## الجيل الرابع (2011-2018)
قدمت شركة السيارات الكورية هيونداي طراز العام 2012 من سيارتها أكسنت بتصميمٍ جديد كلياًً زودت أكسنت بمحركين، الأول رباعي الأسطوانات سعة 1.4 لتر، تنتج عنه استطاعة ميكانيكية تبلغ 107 أحصنة، وعزم يبلغ 135 نيوتن/متر، فيما يأتي المحرك الثاني من نوع «غاما» رباعي الأسطوانات سعة 1.6 لتر، تنتج عنه استطاعة ميكانيكية قدرها 123 حصاناً، وعزم يبلغ 155 نيوتن/متر.

## الجيل الخامس (2018 حتى الآن)
قدمت شركة هونداي جيلاً خامساً بشكل أجمل وحجم أكبر بقليل واصدرت دفعتين بنفس العام [2018]
- مواصفات فئات هيونداي اكسنت 2018 بالتفصيل:

أ - مواصفات الفئة الأولى - فئة GL 1.4
المحرك: تأتي الفئة الأولى من هيونداي اكسنت 2018 وهى فئةGL 1.4   بمحرك سعة 1.4 لتر وماكينة 4 سلندر بقوة 100 حصان على 5000 لفة في الدقيقة وعزم دوران 132 نيوتن متر على 3500 - 4000 لفة في الدقيقة والذي يجعل تسارع السيارة يصل من 0 إلى 100 كيلومتر في 13.4 ثانية.
ناقل الحركة: أوتوماتيك 6 سرعات.
ميكانيكية الدفع ( نوع الجر ): دفع امامي.
تسارع السيارة: يبلغ تسارع الفئة الأولى من هيونداي اكسنت 2018 من 0 إلى 100 كيلو في 13.4 ثانية.
السرعة القصوى للسيارة في تلك الفئة: 183 كيلومترا في الساعة.
استهلاك فئة GL 1.4  للبنزين: 20.5 كيلومتر لكل لتر.
سعة خزان الوقود: 37 لتر
نوع الوقود: بنزين 91
عدد المقاعد: 5 مقاعد
وزن السيارة: تأتي هيونداي اكسنت 2018 بوزن 1087 - 1190 كيلوجرام.
سعة الصندوق الخلفي للسيارة: تأتي هيونداي اكسنت 2018 بسعة صندوق خلفي 396 لتر.
ب - مواصفات الفئة الثانية - GL 1.4 جنوط:
تأتي فئة GL 1.4 جنوط بنفس المواصفات الأساسية للفئة الأولى - GL 1.4  - دون أي تغيير.
ج – مواصفات الفئة الثالثة - GL 1.6 فتحة سقف:
المحرك: تأتي فئة GL 1.6 فتحة سقف بمحرك سعة 1.6 لتر ومكينة 4 سلندر بقوة 123 حصان على 5000 لفة في الدقيقة وعزم دوران 151 نيوتن متر على 3500 - 4000 لفة في الدقيقة والذي يجعل تسارع السيارة يصل من 0 إلى 100 كيلومتر في 11.3 ثانية.
ناقل الحركة: أوتوماتيك 6 سرعات.
ميكانيكية الدفع ( نوع الجر ): دفع امامي.
تسارع السيارة: يبلغ تسارع فئة GL 1.6 فتحة سقف 2018 من 0 إلى 100 كيلو في 11.3 ثانية.
السرعة القصوى لتلك الفئة: 193 كيلومترا في الساعة.
- مقارنة مواصفات هيونداي اكسنت 2018 جميع الفئات:

## الجوائز
- أستراليا أفضل سيارة صغيرة في عام 2000.
- أستراليا أفضل سيارة صغيرة في عام 2001.

## معرض الصور

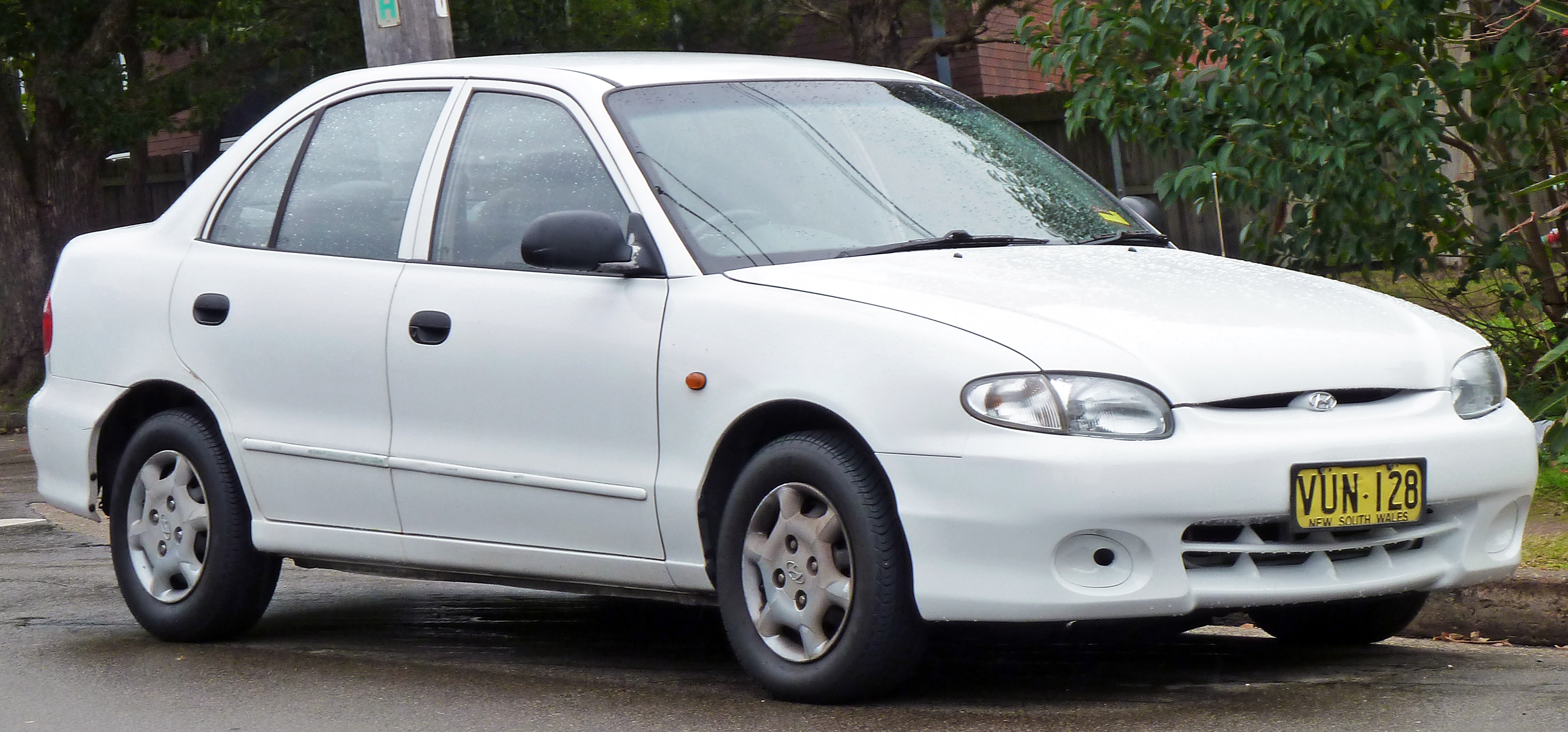
هيونداي أكسنت 1997-2000
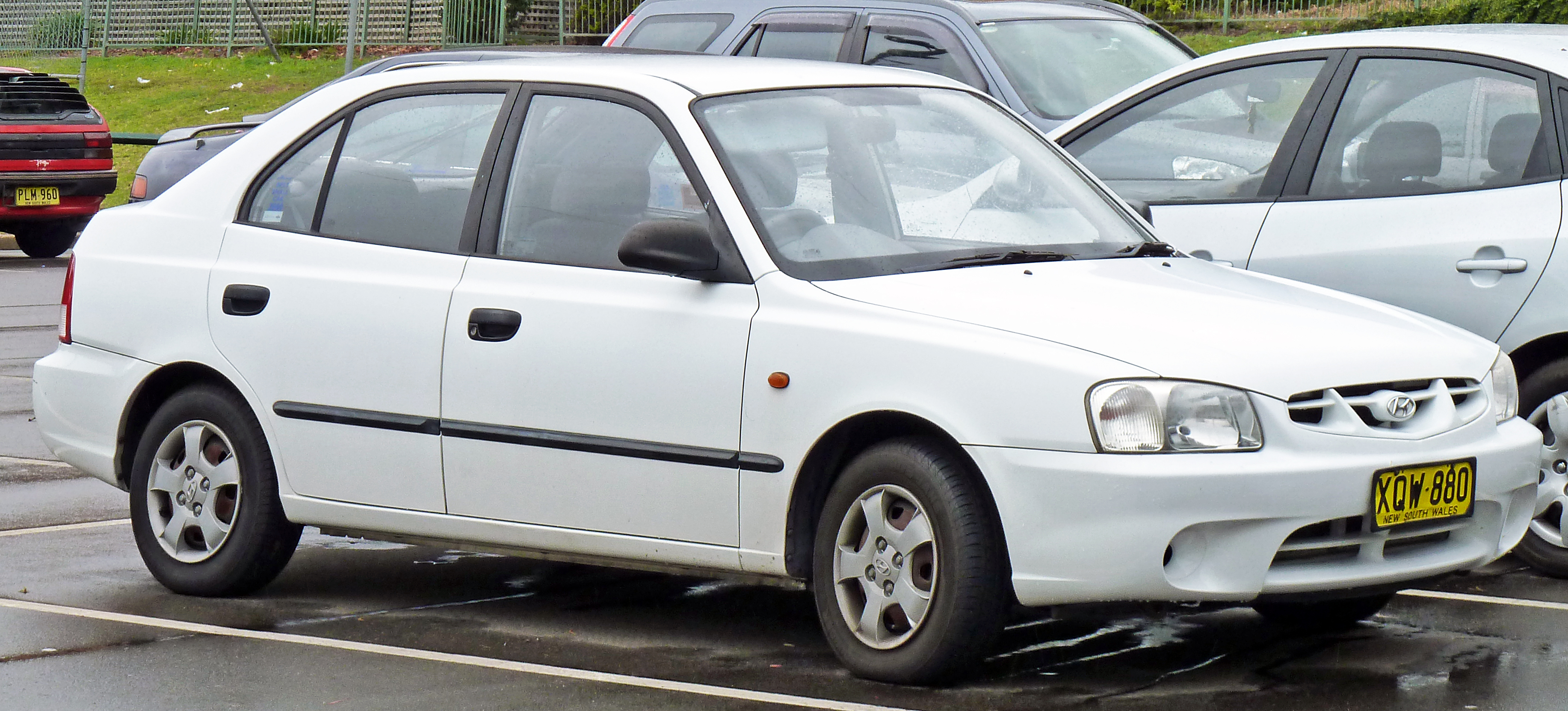
هيونداي أكسنت 2000-2003
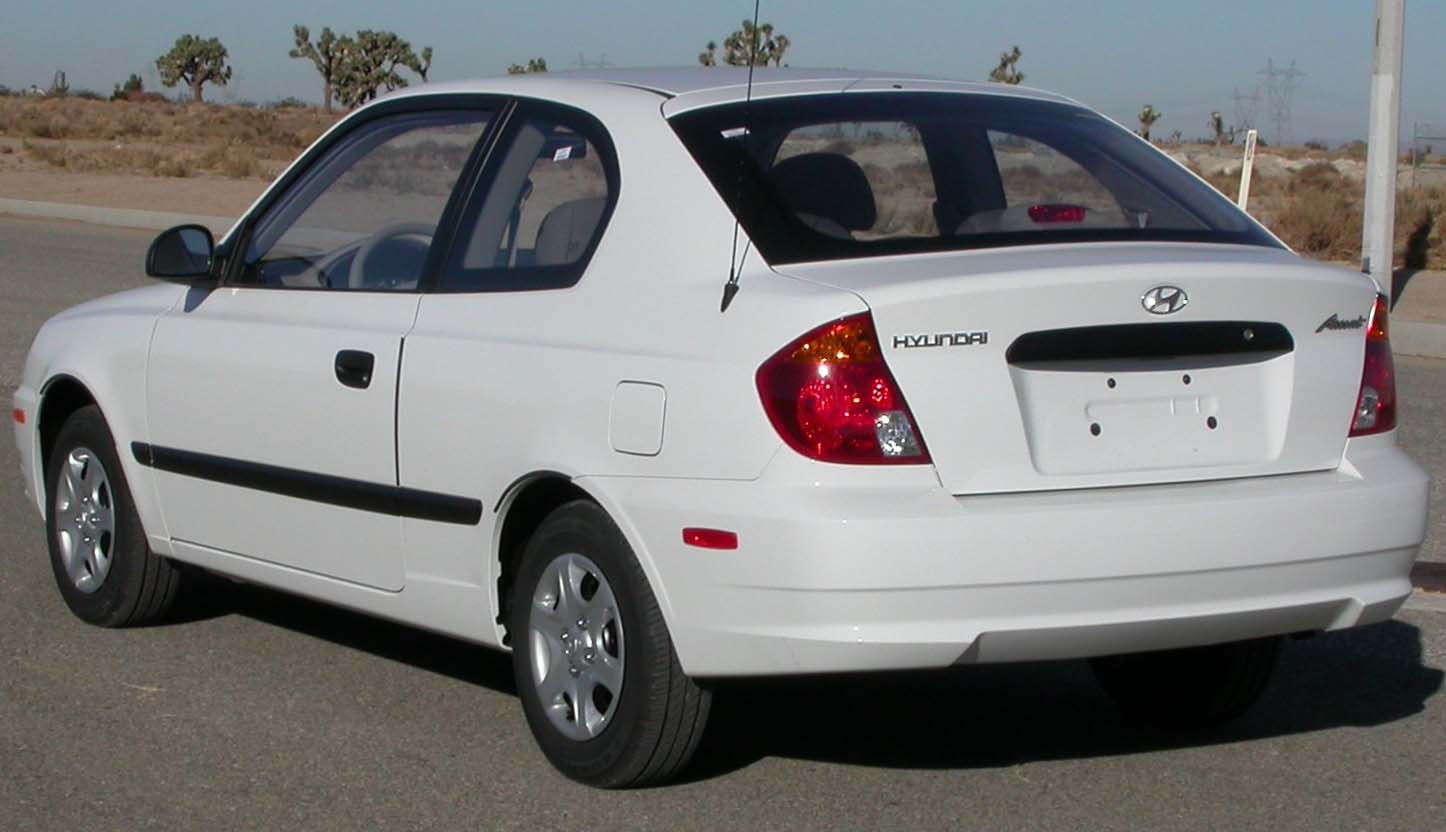
هيونداي أكسنت 2004
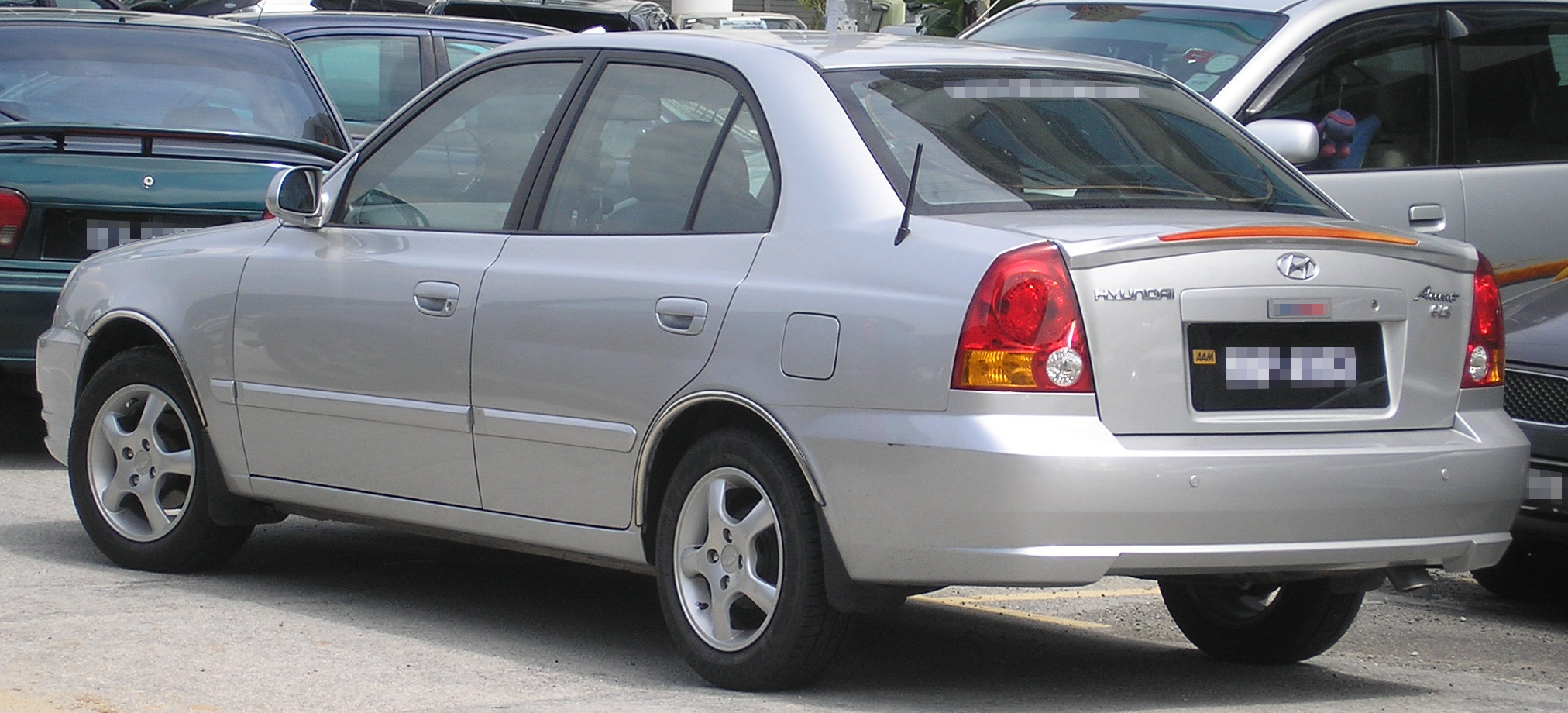
هيونداي أكسنت
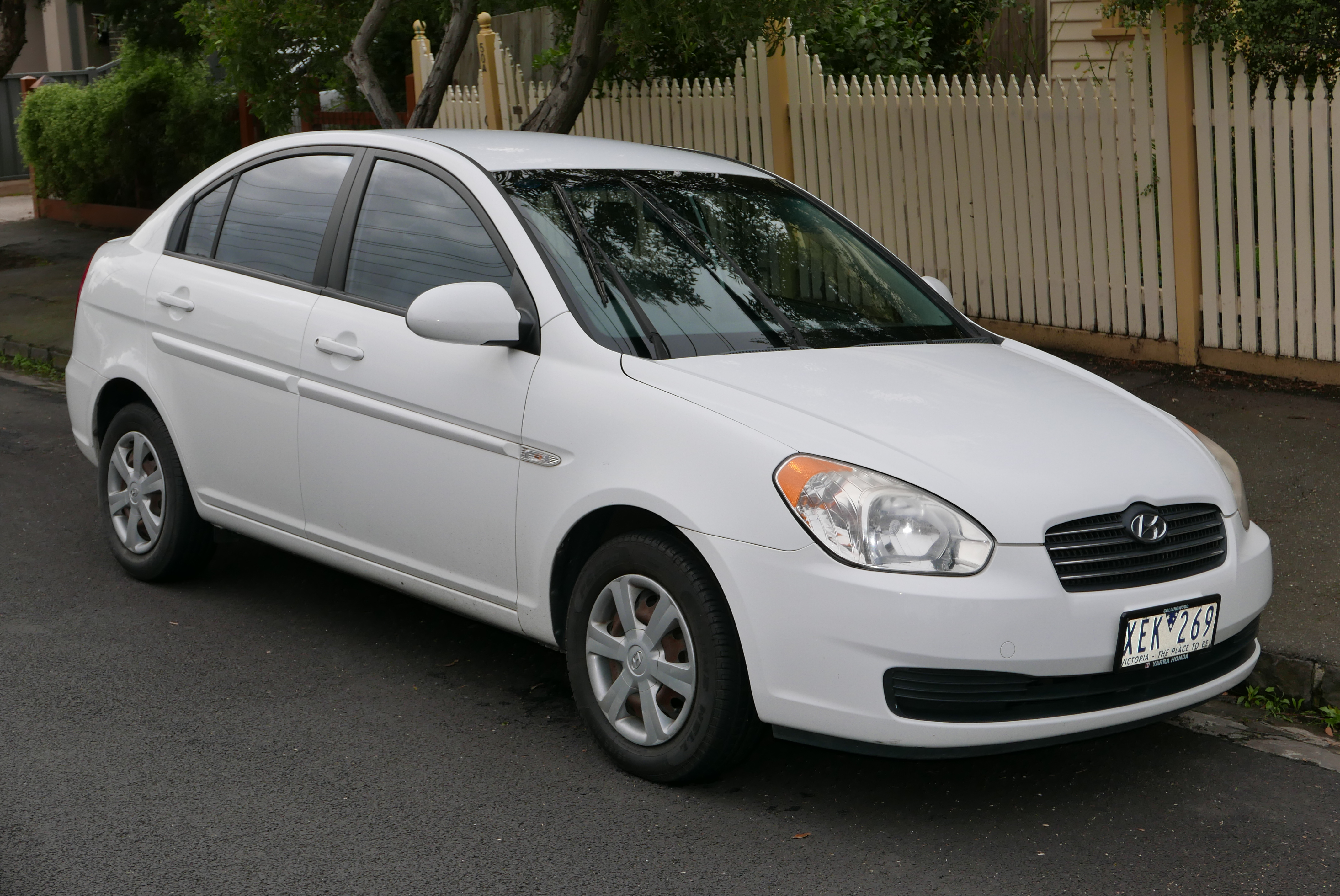
هيونداي أكسنت 2006
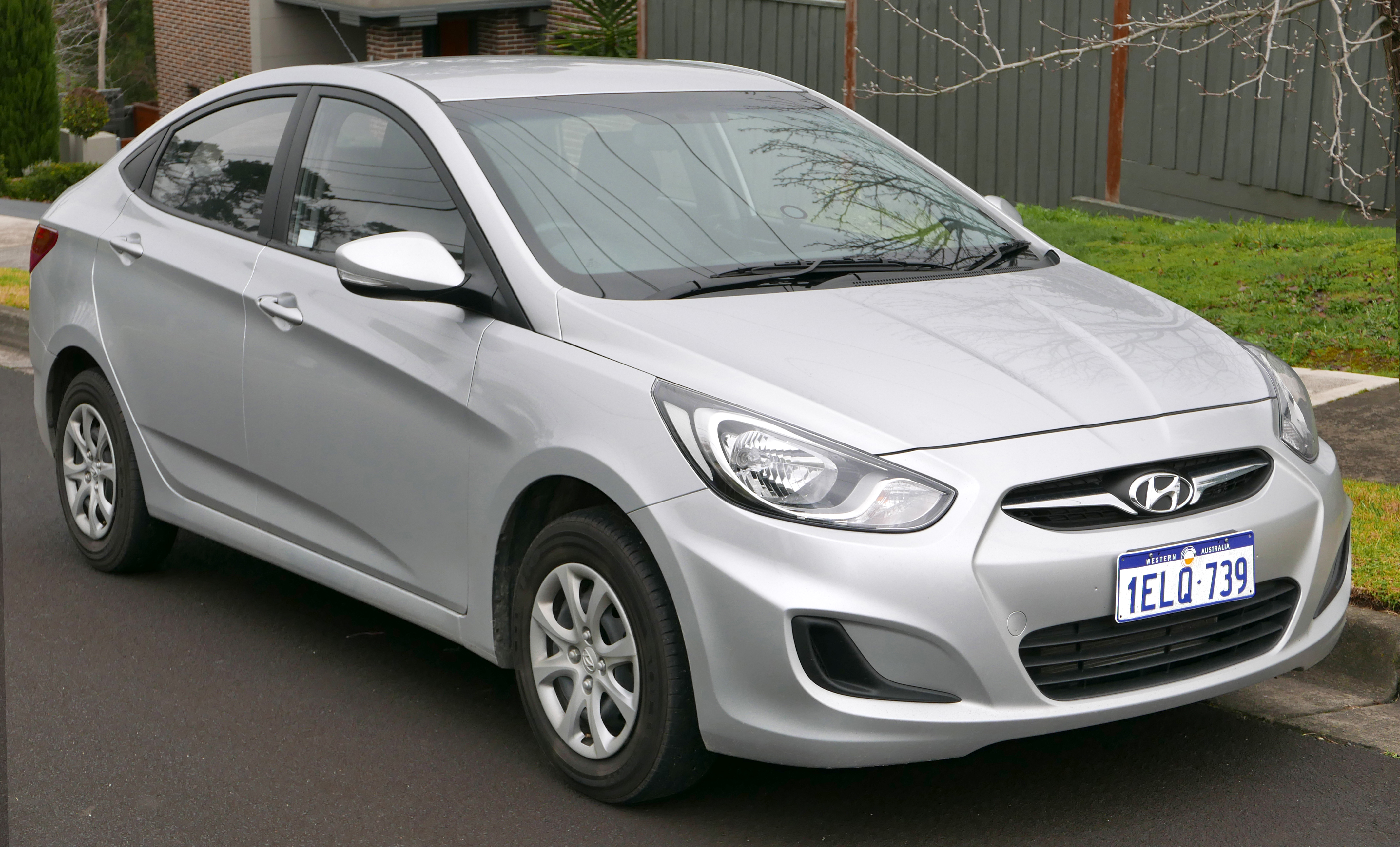
هيونداي أكسنت 2014